# Nek se širi vira Isusova
Nek se širi vira Isusova je četrdesetprvi album grupe Gori Ussi Winnetou a na njemu gostuju grupe One Piece Puzzle, KUD Idijoti i Wuollahee. Album je hommage listu Feral Tribuneu i Predragu Luciću koji je autor svih tekstova, već ranije objavljenih u Feralu. Glavne teme albuma jesu Crkva i (samo u manjoj mjeri) Kršćanstvo. Na tapetu su nelogičnosti tzv. kršćanskog života u današnjem društvu: (ne)radna nedjelja, protivljenje kontracepciji i jogi, profani sadržaji na televiziji, sljubljenost Crkve i vojske, lustracija, seksualnost u crkvenim redovima. Na albumu nalazimo i parodiju na molitvu Oče naš (Panzer noster), Internacionalu (Fraternacionala), kao i na Runjićevu 'Piva klapa ispo volta' (Šoto voče piva papa).
U pjesmi “Kad je papa bio mali“ (nastaloj prema staroj pjesmi Kad su Tita Jožek zvali) propituje se djetinjstvo Josepha Ratzingera (Kad je papa Jožek bio / Je l' se igro s malim mendom / Il' se igro s Jugendom?' / Je l' za kike vuko klinke / Ester, Hanu i Rebeku / Kad su išle put Treblinke?) a “Pogani lete u nebo“ posvećena je ugljanskom župniku koji se bunio protiv postavljanja kipova suprotnih katoličkim načelima (Apolon i Afrodita / To je banda druga Tita / Hefest, Hermes i Demetra / To je sljedba kralja Petra). Uz album je izdan i 42. album GUW, Poklon bon–ton–din-don s pet bonus verzija pjesama sa Vire Isusove.
...to je i hommage (ha-ha-ha) najstarijen preživjelen zločincu u povijesti čovječanstva ki i dalje jaše. Stija san biti duhovit, kao štivo na uvoj ploči iz pera Predraga Lucića, ma ne gre. Silina perverzije i dvoličnosti institucije Crikve i tzv. Vire-Vere-Vjere mi ne da vrimena utrti penu-pjenu z ustih. (Franci Blašković, s omota)

## Pjesme
- 1. Kad je papa bio mali
- 2. Panzer noster
- 3. Osveta nedilja
- 4. Mala voćka (Nikako nam se ne diže...natalitet u Hrvata)
- 5. Amen na plamenu
- 6. Brainy Day Woman
- 7. Sarma sutra (Misto vire u rvackog Boga u školama učit će se yoga)
- 8. Djevica Armija
- 9. Ime druže (Operacija Fratagate)
- 10. El condom pasa
- 11. Šoto voče piva papa
- 12. Pogani lete u nebo (Il će biti pravih katolika ili neće rimskih spomenika!)
- 13. Fraternacionala

## Glazbenici
- Franci Blašković - vokal
- Roger Čingrija - klavijature
- Matej Zec - gitara
- Valter Puhalj Lignja - trombon
- Nenad Tubin - bubanj
- Josip Maršić - gitara
- Marin Alvir - bas
- Macan Plemeniti Fritz Bumbarski - prateći vokal

KUD Idijoti: 
- Tusta - vokal
- Sale Veruda - gitara
- Bucolini - bas
- Dejan Gotal - bubnjevi

One Piece Puzzle
- Ratka Rural / Ana Jurčić

Wuollahee